# Terusan (Maro Sebo Ilir)
Terusan is een bestuurslaag in het regentschap Batang Hari van de provincie Jambi, Indonesië. Terusan telt 3669 inwoners (volkstelling 2010).